# Enicospilus gressitti
Enicospilus gressitti là một loài tò vò trong họ Ichneumonidae.